# Orfeum
Andrej Hieng je leta 1972 izdal roman Orfeum. Sam naslov aludira na mitološko zgodbo o slavnem grškem pevcu Orfeju in njegovi ženi Evridiki. 

### Zgodba
Besedilo obsega dva dela; dogajanje v gledališču in umiranje alkoholizirane mačehe Mile. Roman se vrti okoli smrti, umiranja in trpljenja.
Štukater in sobni slikar Edi Micek dela v mestnem gledališču Orfeum in živi v ljubljanskem hotelu. Njegovi spomini in delna pisma so nit romana. Zaznamovala ga je smrt očeta in sestre, sam pa je skromen, svojih misli ne vsiljuje drugim in je najbolj človeški. V svetu alkoholizma in brezdomcev spozna igralca Burnika, zagovornika avantgarde, ravnatelja in pripadnike skupine, ki hočejo na silo uprizoriti gledališko igro, s katero bi šokirali javnost in dosegli spremembe v družbi. Režiser je Pit, kateremu gre le za spodnašanje omejene tradicije, za scenografa pa določijo Edija. Vaje in nadaljnje dogajanje spremljamo preko Edijevih spominov, izsekov pisem in njegovih poročil, ki delujejo kot dnevnik. Vaje se končajo s prihodom policije, teater pa končno začne z delom. 
Vzporedno poteka zgodba o Edijevi mačehi Mili. Na grotesken način pisatelj predstavi njeno umiranje in bolezen. Njen bivši ljubimec doktor Kobal ji sporoči, da so Edija aretirali in da čaka nanjo, kar Milo pripelje v blodnje in tesnobo.  Edi prejme od Kobala telegram, da njegova mačeha umira.

## Zgodovina izdaj

### Prevodi
- 1972 Orfeum, prevod v srbski jezik (Gojko Janjušević) (COBISS)
- 1986 Orfeum: opowieść o pewnym teatrze, prevod v poljski jezik (Maria Krukowska) (COBISS)

## Kritika in literarna zgodovina
»V Heingovem Orfeumu je stalno prisotna slutnja vojne in premišljevanje o njej. Andrej Hieng sam pripoveduje: »mora groze pred vojno, [...] ta katastrofalen občutek, [...] je, kolikor se spomnim, v teh letih bil zelo živ. (Pibernik 1983: 83)
»Vsaj na prvi pogled, presenetljivo, drzno in domiselno predstavljeno – v svojih različnih, tudi »protislovnih« sestavinah morda celo šokantno – prozno besedilo.«
»Vseeno pa zabeležimo, da jo je pri Kitičićevi zelo slabo odnesel npr. Orfeum (po mojem mnenju najboljši Hiengov roman), za katerega avtorica očitno ni našla primernega interpretacijskega ključa. Motilo jo je, da ga ni mogla trdneje uvrstiti ob druga Hiengova dela. Njegovo različnost (od drugih Hiengovih del) je neumestno povezala z manjšo uspelostjo tega romana.« (Lah 1981)
»Svet umetnosti in umetnikov je Hienga pritegnil tudi v romanu (»prehodne« literarne kakovosti) Orfeum [...], ki se mu je razkril s pogledom v zakulisje teatrskega dogajanje, v garderobe, skozi katere literarne osebe vstopajo v fiktivni svet, in seveda predvsem v za pisatelja tipično zakulisje posameznikove intimne psihološke drame.« (Glušič 2002: 141)
»Tu gre opozoriti na pisateljevo načitanost, na njegove mojstrske vzore [...] Njegov slog je skrbno artistično oblikovan [...] Svet, kakor ga kaže, je zajet iz vrst izobraževanja, aristokracije, umetnosti, glasbe, slikarstva, skratka, svet meščanstva.« (Janež 1987: 412)